# 마누엘 알렉산드레

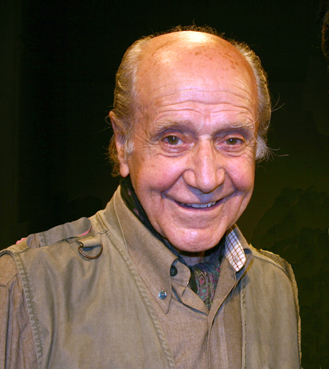

마누엘 알렉산드레(Manuel Alexandre, 1917년 11월 11일~2010년 10월 12일)는 스페인의 영화배우, 텔레비전 배우이다.
마드리드에서 태어났으며 마드리드에서 사망하였다. 사인은 암이다.

## 영화
- ¿Y tu quien eres?(2007년)
- 독헤드(2006년)
- 엘자와 프레드(2005년)
- 인카우토스(2004년)
- 투 터프 가이즈(2003년) - 돈 로드리고 역
- 라만차의 돈키호테(1991년)
- 사랑의 묘약(1988년)
- 로스 디아스 델 파사도(1978년)
- 집행자(1963년)
- 사랑의 거리(1956년)
- 자전거 주자의 죽음(1955년)
- 마니코미오(1954년)